# Mark Crear
Mark Crear (San Francisco (California), Estados Unidos, 2 de octubre de 1968) es un atleta estadounidense retirado, especializado en la prueba de 110 m vallas en la que llegó a ser subcampeón olímpico en 1996.

## Carrera deportiva
En los JJ. OO. de Atlanta 1996 ganó la medalla de plata en los 110 metros vallas, con un tiempo de 13.09 segundos, llegando a la meta tras su compatriota Allen Johnson (oro con 12.95 segundos que fue récord olímpico) y por delante del alemán Florian Schwarthoff.
Cuatro años después, en los JJ. OO. de Sídney 2000 ganó la medalla de bronce en la misma prueba, con un tiempo de 13.22 segundos, llegando a la meta tras el cubano Anier García (oro oon 13.00 s) y el estadounidense Terrence Trammell (plata con 13.16 segundos).